# Jennifer Coolidge
Jennifer Audrey Coolidge (ur. 28 sierpnia 1961 w Bostonie) – amerykańska aktorka, komiczka i aktywistka.
Wystąpiła w roli Jeanine „matki Stiflera” Stifler w serii American Pie (1999–2012) oraz jako Paulette Bonafonté Parcelle w komedii Legalna blondynka (2001), a także jej sequelach – Legalna blondynka 2 (2003) i Legalne blondynki (2009). Laureatka Emmy i Złotego Globu za rolę w serialu telewizyjnym Biały Lotos (2021–2022).

## Życiorys

### Rodzina i edukacja
Urodziła się w Bostonie w Massachusetts jako jedna z czworga dzieci Gretchen Knauff i Paula Constanta Coolidge’a, producenta tworzyw sztucznych. Jej rodzina miała pochodzenie angielskie, niemieckie, szkockie i irlandzkie. Wychowywała się w Norwell w Massachusetts wraz z bratem Andrew oraz dwiema siostrami – Elizabeth i Susannah.
Uczęszczała do Norwell High School i Cambridge School Of Weston. Ukończyła wydział teatralny w Emerson College w Bostonie. Następnie uczęszczała do nowojorskiej American Academy of Dramatic Arts.

### Kariera
Występowała z grupą Gotham City Improv w Nowym Jorku i trupą improwizacyjną Groundlings w Los Angeles. Po raz pierwszy pojawiła się w telewizji jako masażystka Jodi, która odmówiła błagania chłopaka Jerry’ego o zrobienie mu masażu w odcinku sitcomu NBC Kroniki Seinfelda (1993). Znalazła się w obsadzie komedii romantycznej Jonathana Lynna Prawem na lewo (1997) czy komedii Amy Heckerling Odlotowy duet (1998). Użyczyła głosu pannie Kremzer, nauczycielce Luanne (Brittany Murphy) w szkole urody w serialu animowanym Bobby kontra wapniaki (1997–1999).

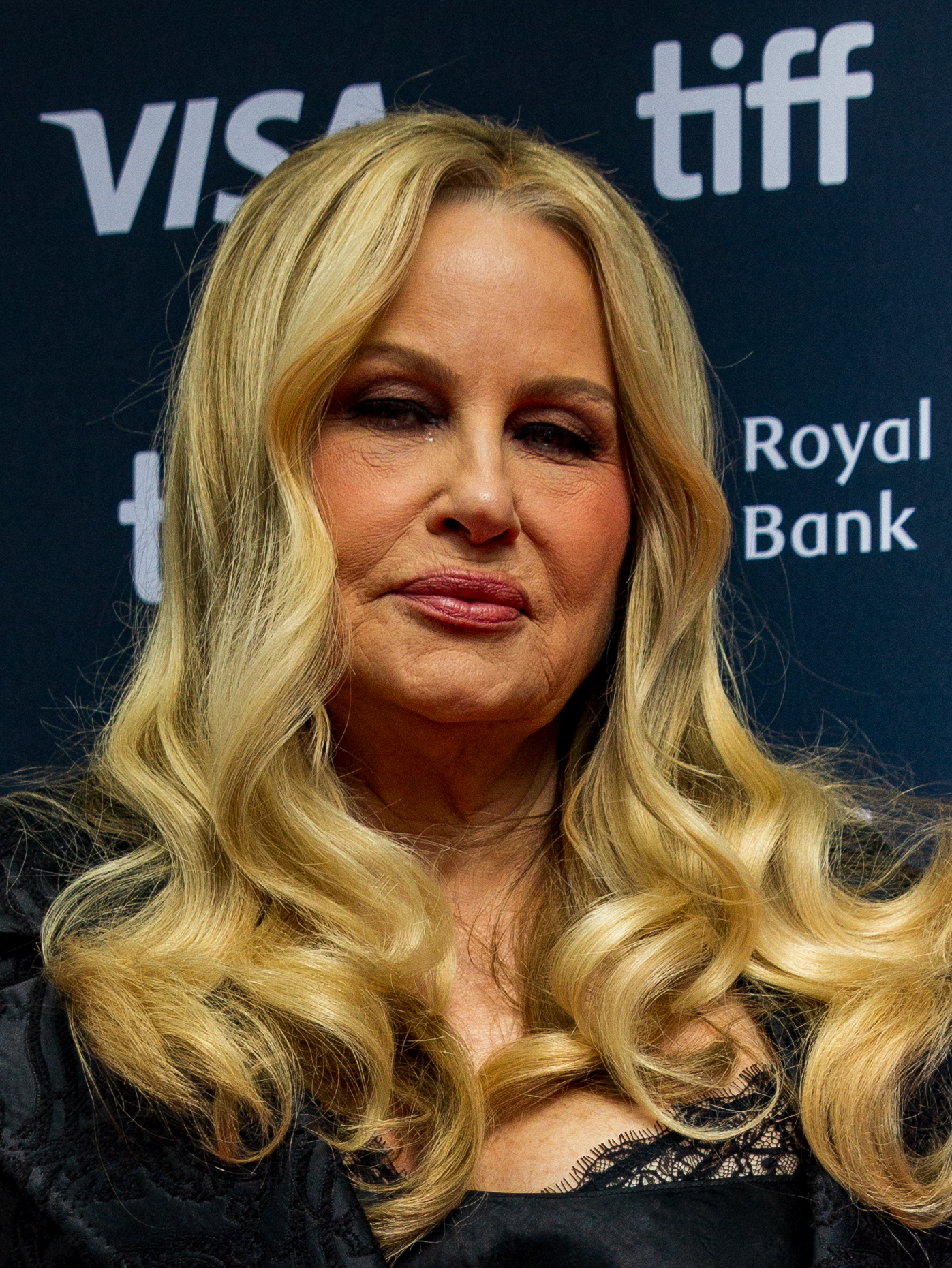
Coolidge (2024)

Stała się rozpoznawalna jako Jeanine Stifler – „matka Stiflera” – w komedii American Pie (1999) o nastolatkach eksperymentujących ze swoją seksualnością. Za rolę Fiony Montgomery, macochy Samanthy (Hilary Duff), w komedii romantycznej Historia Kopciuszka (A Cinderella Story, 2004) została uhonorowana nagrodą Teen Choice Awards dla ekranowej nikczemnicy. Wystąpiła w teledysku Ariany Grande „Thank U, Next” (2018). Za rolę Tanyi McQuoid w serialu HBO Biały Lotos (The White Lotus, 2021–2022) zdobyła nominację do Złotego Globu dla najlepszej kreacji aktorki drugoplanowej w telewizji.
W 2001 zadebiutowała na Broadwayu w roli Edith Potter w sztuce Kobieta z Lynn Collins, Kristen Johnston i Rue McClanahan, za którą była nominowana do nagrody Drama Desk. W 2010 powróciła na Broadway jako Reidun Nordsletten w komedii Elling u boku Brendana Frasera.

## Życie prywatne
W 2001 była związana z aktorem Chrisem Kattanem.
Jej działalność charytatywna obejmuje wspieranie walki o prawa zwierząt i organizacji przeciwdziałających pandemii HIV. Jest też postrzegana jako osoba wspierająca społeczność LGBT+ i jako jedna z ikon tej grupy społecznej.

## Filmografia

### Filmy
- 1997: Prawem na lewo jako Jacqueline „Jackie” Turreau
- 1998: Odlotowy duet jako gorąca policjantka
- 1998: Faceci w bieli
- 1999: American Pie jako Jeanine Stifler
- 1999: Austin Powers: Szpieg, który nie umiera nigdy jako kobieta (mecz piłki nożnej)
- 2000: Medal dla miss jako Sherri Ann Cabot
- 2000: Liga złamanych serc jako Betty
- 2001: American Pie 2 jako matka Stiflera
- 2001: Zoolander jako amerykańska projektantka
- 2001: Legalna blondynka jako Paulette Bonafonté
- 2001: Spadaj na ziemię jako Belinda Wellington
- 2003: Legalna blondynka 2 jako Paulette Bonafonté
- 2003: Koncert dla Irwinga jako Amber Cole
- 2003: American Pie: Wesele jako matka Stiflera
- 2003: Testosteron (Testosterone) jako Louise
- 2004: Lemony Snicket: Seria niefortunnych zdarzeń jako kobieta o białej twarzy
- 2004: Historia Kopciuszka jako Fiona Montgomery
- 2005: Roboty jako ciocia Fanny (głos)
- 2006: Klik: I robisz, co chcesz jako Janine
- 2006: Komedia romantyczna jako pani Fonckyerdoder
- 2006: Jak zostać gwiazdą jako Martha Kendoo
- 2006: Radosne Purim jako Whitney Taylor Brown
- 2007: Wielkie kino jako „Biała Wiedźma”
- 2008: Dr Dolittle i pies prezydenta jako Stokrotka (głos)
- 2009: Zły porucznik jako Genevieve McDonagh
- 2010: Randki na zlecenie jako Felisa McCollin
- 2012: American Pie: Zjazd absolwentów jako matka Stiflera
- 2013: Kraina Jane Austen jako panna Elizabeth Charming
- 2014: Alexander – okropny, straszny, niezbyt dobry, bardzo zły dzień jako pani Suggs
- 2015: Alvin i wiewiórki: Wielka wyprawa jako pani Price
- 2017: Emotki. Film jako Mary Meh (głos)
- 2020: Obiecująca. Młoda. Kobieta. jako Susan Thomas
- 2020: Jak boss jako Sydney
- 2021: Łabędzi śpiew jako Dee Dee Dale
- 2021: Wieczny singiel jako ciocia Sandy
- 2022: Wystrzałowe wesele jako Carol
- 2025: Minecraft: Film jako wicedyrektor Marlene

### Seriale
- 1993: Kroniki Seinfelda jako Jodi
- 1997–1999: Bobby kontra wapniaki jako panna June Kremzer (głos)
- 2001: Frasier jako Frederica
- 2002: Wczoraj jak dziś jako Gwen Brody
- 2002–2004: Jim wie lepiej jako Roxanne
- 2003: Seks w wielkim mieście jako Victoria
- 2003: Przyjaciele jako Amanda Buffamonteezi
- 2004: Mad TV jako Ivanka
- 2004: Słowami Ginger jako Nikki Laporte (głos)
- 2004–2006:  Joey jako Roberta „Bobbie” Morgenstern
- 2007–2009: Bez skazy jako Candy Richards / CoCo
- 2009: Melanż z muchą jako Bobbie St. Brown
- 2008: Podkomisarz Brenda Johnson jako Angie Serabian
- 2008: Najszczęśliwsi geje pod słońcem jako Fannie Mae (głos)
- 2008–2009:  Yin Yang Yo! jako matka Coopa (głos)
- 2008–2012: Tajemnica Amy jako Betty
- 2010, 2012: The Life & Times of Tim – głosy
- 2010–2013: Lego: Fabryka bohaterów jako Daniella Koziorożec (głos)
- 2011–2014: Akwalans jako pani Lynne Usta (głos)
- 2012: Napoleon Dynamite jako pani Jane Moser (głos)
- 2012–2016: Wodogrzmoty Małe jako „Leniwa” Susan Wentworth (głos)
- 2012–2017: Dwie spłukane dziewczyny jako Sophie Kaczynski
- 2015: Glee jako Whitney S. Pierce
- 2017: Amerykański tata jako Carolina (głos)
- 2018–2022: Harmidom jako Mirtle (głos)
- 2019: Starszaki jako Bonnie
- 2021: Rick i Morty jako Daphne (głos)
- 2021-2022: Biały Lotos jako Tanya McQuoid
- 2022: Obserwator jako Karen Calhoun